# Desislava Cove
Die Desislava Cove (englisch; bulgarisch залив Десислава saliw Dessislawa) ist eine 3 km lange und 3,3 km breite Bucht an der Nordenskjöld-Küste des Grahamlands auf der Antarktischen Halbinsel. Sie liegt westlich des Kap Worsley und entstand durch den Rückzug des Aleksiew- und des Kladorub-Gletschers zu Beginn des 21. Jahrhunderts.
Die bulgarische Kommission für Antarktische Geographische Namen benannte sie 2013 nach der bulgarischen Sebastokratorissa Dessislawa aus dem 13. Jahrhundert.